# Lina Wolff

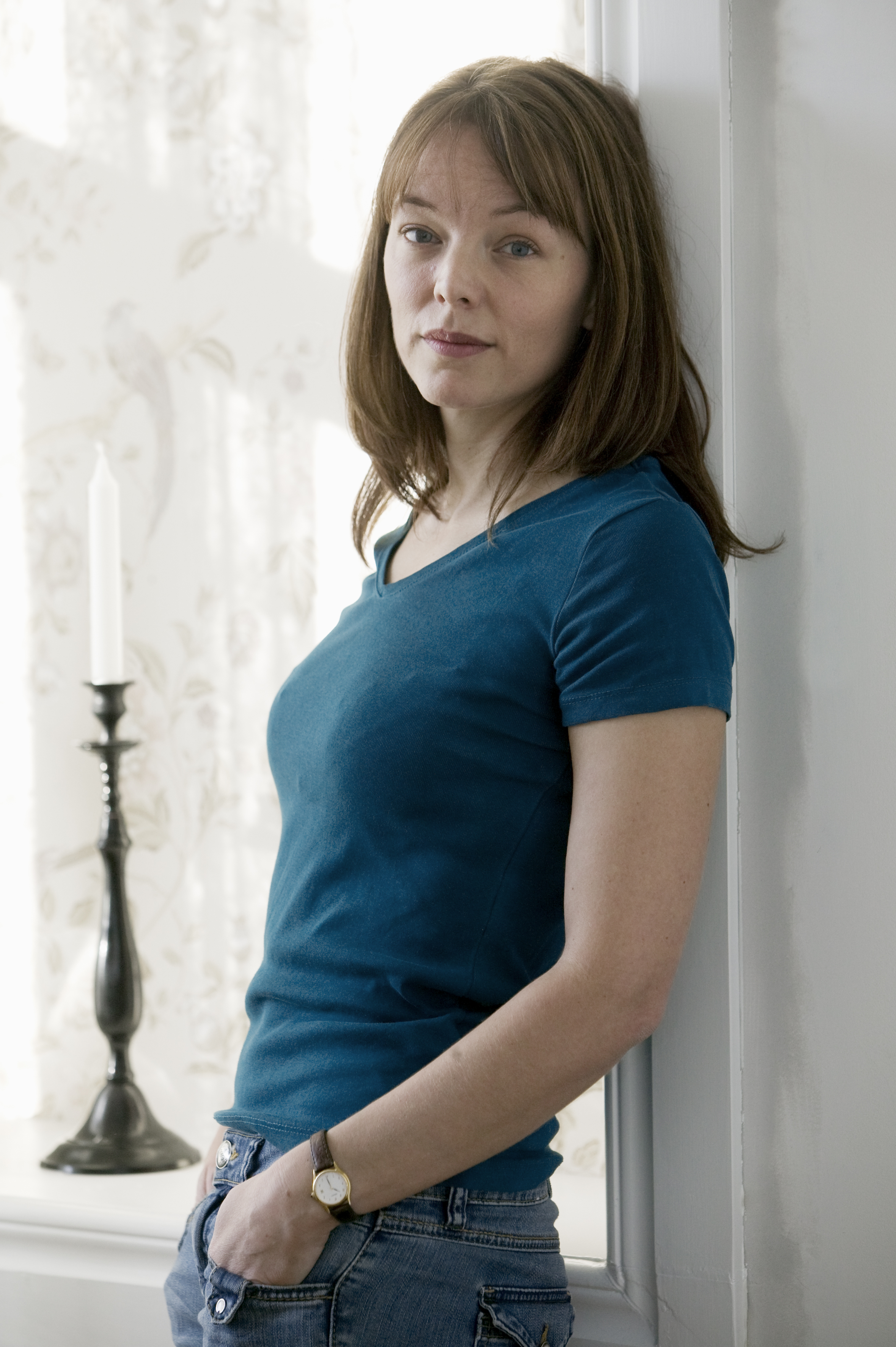
Lina Wolff (2012)

Lina Wolff (* 1973 in Lund) ist eine schwedische Schriftstellerin und Übersetzerin.

## Leben
Lina Wolff  wuchs in Hörby in der südschwedischen Provinz Skåne län und der historischen Provinz Schonen auf. Mitte der 1990er-Jahre studierte sie in Florenz Dolmetschen, anschließend war sie mehrere Jahre als Dolmetscherin für Französisch und Italienisch tätig. Sie heiratete einen Spanier, mit dem sie sechs Jahre in Madrid und Valencia lebte.
2009 erschien ihre Kurzgeschichtensammlung Många människor dör som du. Im Folgejahr veröffentlichte sie ihren Debütroman Bret Easton Ellis och de andra hundarna, für den sie unter anderem 2012 mit dem Tidningen Vi:s litteraturpris ausgezeichnet und für den Romanpreis des Schwedischen Radios nominiert wurde. 2017 erschien die von Stefan Pluschkat ins Deutsche übersetzte Fassung unter dem Titel Bret Easton Ellis und die anderen Hunde im Verlag Hoffmann und Campe.
Mit De polyglotta älskarna folgte 2016 ihr zweiter Roman, für den sie im selben Jahr den August-Preis erhielt. Die deutschsprachige und ebenfalls von Stefan Pluschkat übersetzte Fassung Die polyglotten Liebhaber wurde 2018 veröffentlicht. 2021 erschien mit Das neue Herz die deutschsprachige Ausgabe ihres dritten Romans Köttets tid.
Neben ihrer Tätigkeit als Schriftstellerin ist sie auch als Übersetzerin aus dem Spanischen ins Schwedische tätig.

## Publikationen (Auswahl)
- 2009: Många människor dör som du, Kurzgeschichtensammlung
- 2010: Bret Easton Ellis och de andra hundarna
  - 2017: Bret Easton Ellis und die anderen Hunde, aus dem Schwedischen von Stefan Pluschkat, Hoffmann und Campe, Hamburg 2017, ISBN 978-3-455-00107-5
- 2016: De polyglotta älskarna
  - 2018: Die polyglotten Liebhaber, aus dem Schwedischen von Stefan Pluschkat, Hoffmann und Campe, Hamburg 2018, ISBN 978-3-455-00143-3
- 2019: Köttets tid
  - 2021: Das neue Herz, aus dem Schwedischen von Stefan Pluschkat, Hoffmann und Campe, Hamburg 2021, ISBN 978-3-455-01049-7
- 2022: Djävulsgreppet
  - 2024: Der Teufelsgriff, aus dem Schwedischen von Stefan Pluschkat, Rowohlt, Hamburg 2024, ISBN 978-3-498-00370-8

## Auszeichnungen und Nominierungen (Auswahl)
- 2012: Tidningen Vi:s litteraturpris
- 2013: Romanpreis des Schwedischen Radios – Nominierung für Bret Easton Ellis och de andra hundarna
- 2016: August-Preis in der Kategorie Belletristik für De polyglotta älskarna[4]
- 2020: Aniara-Preis
- 2020: Romanpreis des Schwedischen Radios – Nominierung für Köttets tid[7]